# 엘바 (에스토니아)

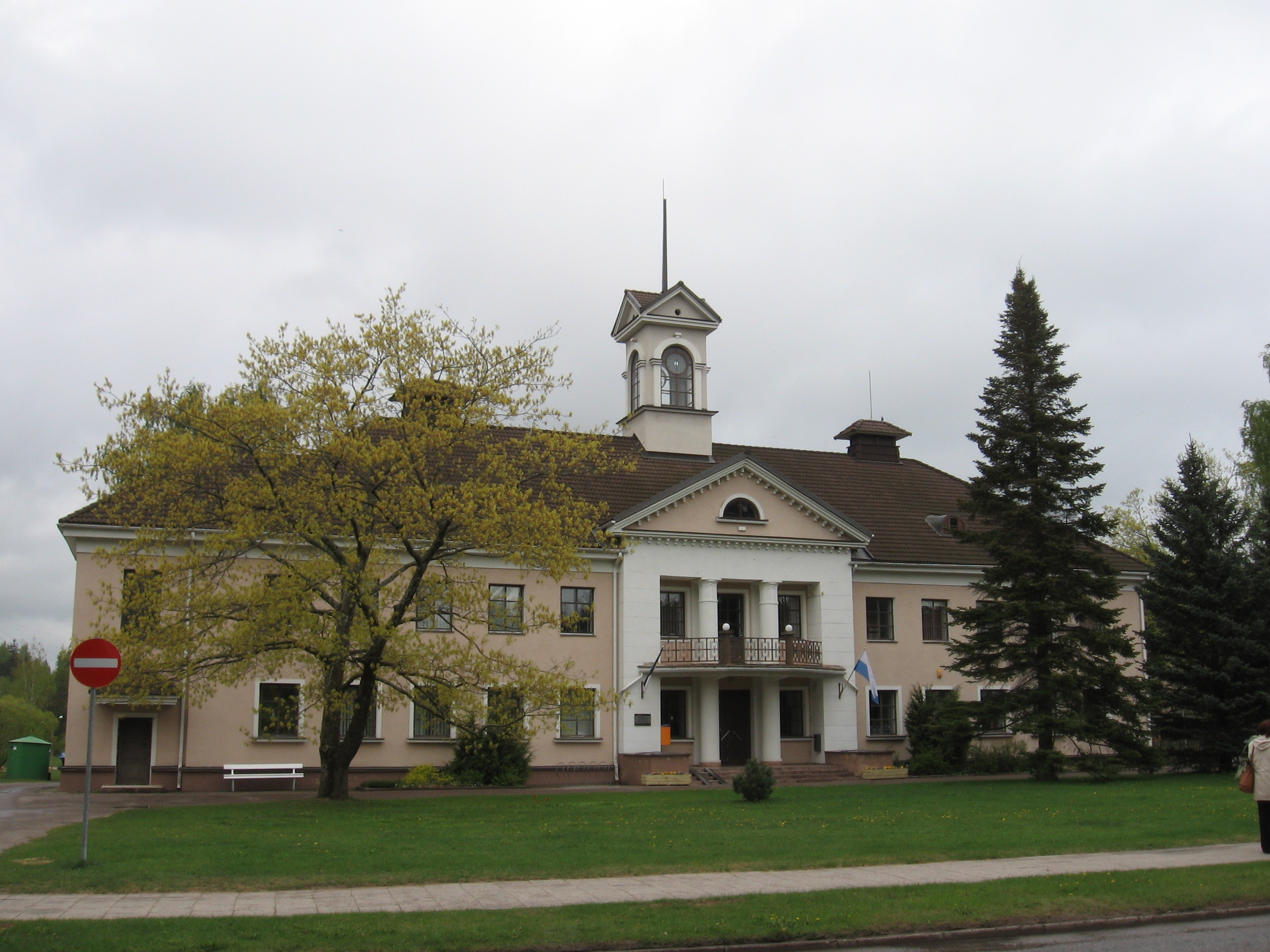
엘바 시청

엘바(에스토니아어: Elva)는 에스토니아 타르투 주에 위치한 도시로, 면적은 9.92km2, 인구는 5,762명(2010년 기준), 인구 밀도는 580명/km2이다.

시기
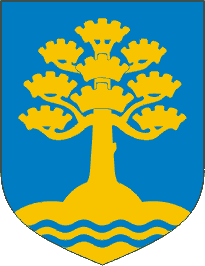
시 문장